# Agnes von Brandenburg (1584–1629)

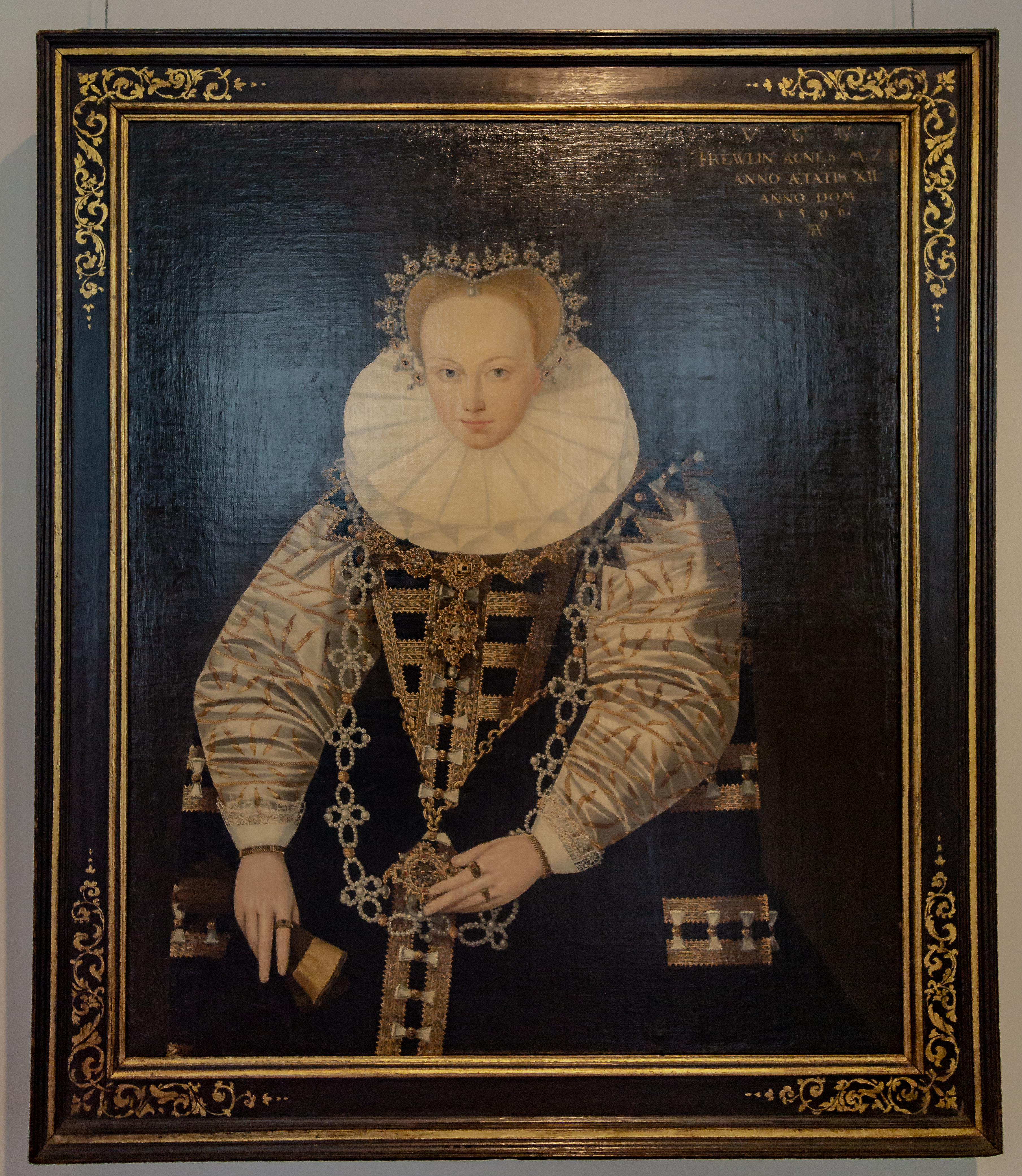
Agnes von Brandenburg, 1596
Andreas Riehl der Jüngere

Agnes von Brandenburg (* 17. Juli 1584 in Berlin; † 26. März 1629 im Schloss Neuhaus an der Elbe) war eine Prinzessin von Brandenburg und durch Heirat nacheinander Herzogin von Pommern und Herzogin von Sachsen-Lauenburg.

## Leben
Agnes, aus dem Hause Hohenzollern, war eine Tochter des brandenburgischen Kurfürsten Johann Georg (1525–1598) aus dessen dritter Ehe mit Elisabeth von Anhalt (1563–1607), Tochter des Fürsten Joachim Ernst von Anhalt.
Sie heiratete in erster Ehe am 25. Juni 1604 in Berlin Herzog Philipp Julius von Pommern-Wolgast (1584–1625). Die Ehe blieb kinderlos. Hauptwohnort des Herzogspaars war das Residenzschloss Wolgast. Ein in Udars auf der Insel Rügen neu angelegtes Vorwerk erhielt nach ihr den Namen Agnisenhof. Im Jahr 1615 beteiligte sich Agnes auf Anfrage ihres Ehemanns an der Finanzierung der Münzstätte in Franzburg.
Nach dem Tod Philipp Julius’ lebte Agnes auf dem ihr zugesicherten Leibgedinge, dem Amt Barth. Den Dienst als ihr Geheimer Rat und Hauptmann zu Barth versah Dubslaff Christoph von Eickstedt auf Rothenklempenow, ehemals Hofrat ihres Ehemannes. Auf Schloss Barth vermählte Agnes sich zum zweiten Mal am 9. September 1628 mit Herzog Franz Karl von Sachsen-Lauenburg (1594–1660), der als General in kaiserlichen Diensten stand. Mit der Ehe verlor sie ihren Anspruch auf Barth, doch ihr neuer, zehn Jahre jüngerer Ehemann ließ durch Wallenstein Herzog Bogislaw XIV. zwingen, das Wittum weiterhin Agnes bis zu ihrem Tod zu überlassen.
Beide Ehen von Agnes waren kinderlos geblieben.